# Orléanski sporazum
Orléanski sporazum je bil poročna pogodba, sklenjena  leta  1275, ki je privedla do kratkožive personalne unije med Kraljevino Navarro  in Francoskim kraljestvom. Podpisala sta ga kralj Filip III. Francoski in njegova sestrična Blanche Artoijska, mati in regentka dveletne Ivane I. Navarske. Prvotni namen sporazuma ni bil ustvariti personalno unijo, ampak omogočiti Filipu, da upravlja Navaro v Ivaninem imenu. Sporazum je vseboval tudi dogovor, da se bo Ivana poročila bodisi s Filipovim prvorojencem in dedičem Ludvikom bodisi z njegovim drugim sinom Filipom. Papež Gregor X. je izrecno dajal prednost mlajšemu sinu,  ker je verjetno želel preprečiti združitev Navare s Francijo. Ludvik je leta 1276 umrl, tako da je edina izbira ostal Filip.
Sporazum je zavezal oba monarha, da prepričata svoje otroke v poroko, ko bodo dosegli primerno starost. Edini zadržek bi bila "resna bolezen, deformacija ali druga razumna ovira". Če Ivanin mož ne bi nasledil francoskega prestola, bi bil Ivani dodeljen letni dohodek v višini 4.000 liver kot nadomestilo za njeno doto. Če bi Ivanin mož nasledil Filipa III., je Filip obljubil povečati doto. Sporazum naj ne bi vplival na Blancheino skrbništvo nad Ivano in  Blancheino lastno doto. Prvi guverner Navare, ki ga je imenovala Francija, je bil po določilih pogodbe senešal Toulousa Eustache de Beaumarché.
Sporazum je dal Franciji strateško oporišče na Iberskem polotoku, vendar je tudi zagotovil, da Ivana ne bo izgubila svojega kraljestva zaradi sosednjih Kastilije in Aragonije. Še pomembneje pa je bilo, da je Ivanina grofija Šampanja prišla v francosko kraljevo domeno. Personalna unija, ustvarjena s sporazumom, se je končala leta 1328, ko Filipova in Ivanina vnukinja Ivana II. Navarska ni uspela podedovati francoske krone. Šampanja je ostala v francoski posesti.